# J. D. Souther
John David Souther, più conosciuto come J. D. Souther o anche JD Souther (Detroit, 2 novembre 1945 – Sandia Park, 17 settembre 2024), è stato un cantautore, chitarrista e attore statunitense, noto, oltre che per la sua attività di cantautore country rock, per le sue collaborazioni con artisti quali Linda Ronstadt e gli Eagles, nonché per aver fondato il supergruppo Souther-Hillman-Furay Band.

## Biografia
Nato a Detroit nel 1945, Souther crebbe ad Amarillo (Texas), terra alla quale si possono facilmente ricondurre le sue origini musicali country. Durante gli studi superiori fece parte di un gruppo musicale chiamato John David & the Senders (conosciuto anche come The Cinders). Successivamente si trasferì a Los Angeles, dove lavorò come session man, impiego grazie al quale conobbe Glenn Frey, con cui condivise l'abitazione per un breve periodo. Nel 1969 Souther e Frey formarono un duo chiamato Longbranch Pennywhistle e pubblicarono un album omonimo con la Amos Records.
Il rapporto con Glenn Frey si rivelò vantaggioso per Souther, specialmente in seguito, quando collaborò con gli Eagles scrivendo per loro brani di successo come Best of My Love, Heartache Tonight e New Kid in Town. Prima di formare gli Eagles, Frey aveva suonato in un gruppo di Linda Ronstadt; questa conoscenza di Frey sarebbe sfociata in una lunga collaborazione fra Souther e Linda. Egli infatti produsse l'album Don't Cry Now per la band di quest'ultima, cantandovi anche qualche seconda voce. Da allora, molti album di Linda Ronstadt contennero brani scritti da Souther, il quale continuò a contribuire anche nelle parti vocali. In seguito, David Geffen spinse Souther a formare il gruppo Souther-Hillman-Furay Band, con Chris Hillman e Richie Furay; il trio pubblicò due album, prima di sciogliersi nel 1975.
Nel frattempo Souther iniziò la sua carriera solista, pubblicando quattro album fra il 1972 e il 1984: John David Souther, Black Rose, You're Only Lonely e Home by Dawn. Intervenne anche come turnista in Don Henley e Danny Kortchmar e collaborò con James Taylor nel brano Her Town Too, apparso nell'album del 1981 Dad Loves His Work.
Nel 1990 incise la cover, presente nella colonna sonora del film Always - Per sempre, di Smoke Gets in Your Eyes, canzone portata al successo dal gruppo The Platters nel 1959.
Tornò sulla scena musicale soltanto nel secolo successivo, pubblicando gli album If the World Was You (2008) e A Natural History (2011).
Morì a Sandia Park il 17 settembre 2024, all'età di 79 anni.

## Discografia

### Album in studio
Con i Souther-Hillman-Furay Band
- 1975 - The Souther-Hillman-Furay Band
- 1976 - Trouble in Paradise

Da solista
- 1972 - John David Souther
- 1976 - Black Rose
- 1979 - You're Only Lonely
- 1984 - Home by Dawn
- 2008 - If the World Was You
- 2011 - Natural History
- 2012 - Midnight in Tokyo

### Singoli
- 1979 - You're Only Lonely
- 1980 - White Rhythm and Blues
- 1984 - Go Ahead and Rain

### Collaborazioni
- 1981 - Her Town Too (con James Taylor)
- 1982 - Sometimes You Just Can't Win (con Linda Ronstadt)
- 1987 - Indian Summer (con i The Dream Academy)

## Filmografia parziale
- Cartoline dall'inferno (Postcards from the Edge), regia di Mike Nichols (1990)
- Il mio primo bacio (My Girl 2), regia di Howard Zieff (1994)